# Colonia Bossi
Colonia Bossi es una comuna argentina ubicada en el departamento San Cristóbal, en el oeste de la provincia de Santa Fe. Fue fundada en 1892 por Juan Bernardo Iturraspe. Su código postal es 2326. 

## Población
Cuenta con 475 habitantes (Indec, 2010), lo que representa un incremento frente a los 444 habitantes (Indec, 2001) del censo anterior.